# Trustkill Records
Trustkill Records è stata una etichetta discografica statunitense che ha iniziato come una fanzine hardcore punk nell'aprile 1993. Cominciò a pubblicate artisti e gruppi hardcore, metal e rock nel 1994.
A partire dal 2010 l'etichetta risulta non più attiva e il suo fondatore ha dato il via ad un nuovo progetto: la Bullet Tooth Records.

## Distribuzione
Il 9 gennaio, 2007, la Trustkill ha firmato un accordo per la distribuzione in esclusiva nel Nord America con la Fontana, una controllata del gruppo Universal Music Group. Trustkill viene anche distribuita da SPV (Europa), Shock (Australia), JVC/Howling Bull (Giappone), David Gresham (Sudafrica), e Liberation (Brasile).

## Artisti
- BEDlight for BlueEYES
- Bleeding Through
- Bullet for My Valentine
- City Sleeps
- Crash Romeo
- Fight Paris
- Fightstar
- First Blood
- It Dies Today
- Memphis May Fire
- Most Precious Blood
- NORA
- Open Hand
- Roses Are Red
- Sick City
- Soldiers
- Terror
- This Is Hell
- Throwdown
- Too Pure To Die
- Walls of Jericho

## Artisti che hanno pubblicato per Trustkill in passato
- Another Victim
- ArmsBendBack
- Awaken Demons
- Brother's Keeper
- Burn It Down
- Campfire
- Cast Iron Hike
- Despair
- Disembodied
- Eighteen Visions
- Endeavor
- Harvest
- Hopesfall
- Idle Hands
- One Nature
- Picturesque
- Poison the Well
- Racetraitor
- SeventyEightDays
- Shai Hulud
- Shenoem
- Spark Lights The Friction
- The Great Deceiver
- Turmoil